# Мина (певачица)
Мина Ана Марија Мацини (итал. Mina Anna Maria Mazzini; Бусто Арсицио, 25. март 1940), познатија као Мина, италијанска је певачица, глумица и телевизијска водитељка. 
Током 1960-их и 1970-их била је једно од главних лица на италијанској телевизији и доминантна фигура у поп музици. Позната је по свом вокалном распону од три октаве, спретности гласа сопрана и начину еманципиране жене.

## Дискографија
- (1960)
- (1960)
- (1961)
- (1962)
- (1962)
- (1963)
- (1964)
- (1965)
- (1966)
- (1966)
- (1967)
- (1967)
- (1968)
- (1968)
- (1969)
- (1969)
- (1969)
- (1970)
- (1970)
- (1971)
- (1972)
- (1972)
- (1973)
- (1973)
- (1974)
- (1974)
- (1975)
- (1975)
- (1976)
- (1976)
- (1977)
- (1977)
- (1979)
- (1980)
- (1981)
- (1982)
- (1983)
- (1984)
- (1985)
- (1986)
- (1987)
- (1988)
- (1989)
- (1990)
- (1991)
- (1992)
- (1993)
- (1993)
- (1994)
- (1995)
- (1996)
- (1996)
- (1997)
- (1999)
- (1999)
- (2000)
- (2001)
- (2002)
- (2003)
- (2005)
- (2005)
- (2006)
- (2007)
- (2009)
- (2009)
- (2010)
- (2011)
- (2012)
- (2013)
- (2014)
- The Collection 3.0 (2015)
- (2016)
- (2018)
- (2019)
- The Beatles Songbook (2022)
- Ti amo come un pazzo (2023)
- Gassa d’amante (2024)